# Episodi di Transformers (terza stagione)
La terza stagione della serie animata Transformers è stata trasmessa negli Stati Uniti tra il 1986 e il 1987. Le vicende sono ambientate dopo i fatti avvenuti nel film Transformers - The Movie.
| Nº (Nº tot) | Codice di produzione | Titolo italiano                         | Titolo italiano                               | Titolo originale                    | Prima TV USA      |
| Nº (Nº tot) | Codice di produzione | Primo doppiaggio                        | Secondo doppiaggio                            | Titolo originale                    | Prima TV USA      |
| ----------- | -------------------- | --------------------------------------- | --------------------------------------------- | ----------------------------------- | ----------------- |
| 1 (66)      | 700-86               | I cinque volti del male (prima parte)   | Le cinque facce dell'oscurità (prima parte)   | Five Faces of Darkness: Part 1      | 15 settembre 1986 |
| 2 (67)      | 700-87               | I cinque volti del male (seconda parte) | Le cinque facce dell'oscurità (seconda parte) | Five Faces of Darkness: Part 2      | 16 settembre 1986 |
| 3 (68)      | 700-88               | I cinque volti del male (terza parte)   | Le cinque facce dell'oscurità (terza parte)   | Five Faces of Darkness: Part 3      | 17 settembre 1986 |
| 4 (69)      | 700-89               | I cinque volti del male (quarta parte)  | Le cinque facce dell'oscurità (quarta parte)  | Five Faces of Darkness: Part 4      | 18 settembre 1986 |
| 5 (70)      | 700-90               | I cinque volti del male (quinta parte)  | Le cinque facce dell'oscurità (quinta parte)  | Five Faces of Darkness: Part 5      | 19 settembre 1986 |
| 6 (71)      | 700-91               | Il buco nero                            | La trappola per insetti                       | The Killing Jar                     | 29 settembre 1986 |
| 7 (72)      | 700-92               | Il mostro Caos                          | Caos                                          | Chaos                               | 30 settembre 1986 |
| 8 (73)      | 700-93               | Fantasmi dal passato                    | Risveglio oscuro                              | Dark Awakening                      | 1 ottobre 1986    |
| 9 (74)      | 700-95               | Caccia al traditore                     | Il fantasma di Starscream                     | Starscream's Ghost                  | 2 ottobre 1986    |
| 10 (75)     | 700-96               | Il tradimento di Triplex 3              | Ladro nella notte                             | Thief in the Night                  | 6 ottobre 1986    |
| 11 (76)     | 700-94               | La finestra del tempo                   | L'eternità giungerà fra molto tempo           | Forever Is a Long Time Coming       | 8 ottobre 1986    |
| 12 (77)     | 700-97               | Il compleanno di Convoy                 | Festa a sorpresa                              | Surprise Party                      | 9 ottobre 1986    |
| 13 (78)     | 700-98               | Il mago rosso                           | Il paradiso del folle                         | Madman's Paradise                   | 13 ottobre 1986   |
| 14 (79)     | 700-102              | Sinfonia mortale                        | Massacro in do minore                         | Carnage in C-Minor                  | 14 ottobre 1986   |
| 15 (80)     | 700-106              | Il paradiso perduto                     | Combattere o fuggire                          | Fight or Flee                       | 15 ottobre 1986   |
| 16 (81)     | 700-101              | Il pianeta della pazzia                 | Il mondo rete                                 | Webworld                            | 20 ottobre 1986   |
| 17 (82)     | 700-100              | Lo spettro nella macchina               | Il fantasma nella macchina                    | Ghost in the Machine                | 21 ottobre 1986   |
| 18 (83)     | 700-107              | Terrore dal profondo                    | Colui che dimora nelle profondità             | The Dweller in the Depths           | 30 ottobre 1986   |
| 19 (84)     | 700-99               | Incubi                                  | Il pianeta dell'incubo                        | Nightmare Planet                    | 31 ottobre 1986   |
| 20 (85)     | 700-104              | L'arma definitiva                       | L'arma finale                                 | The Ultimate Weapon                 | 10 novembre 1986  |
| 21 (86)     | 700-103              | Il giornale Quintessenziano             | Il diario di bordo dei Quintesson             | The Quintesson Journal              | 11 novembre 1986  |
| 22 (87)     | 700-105              | Messaggi subliminali                    | Il grande programma del 2006                  | The Big Broadcast of 2006           | 12 novembre 1986  |
| 23 (88)     | 700-108              | Solo umano                              | Soltanto un essere umano                      | Only Human                          | 13 novembre 1986  |
| 24 (89)     | 700-110              | Tiran l'inventore                       | Il nuovo cervello di Grimlock                 | Grimlock's New Brain                | 14 novembre 1986  |
| 25 (90)     | 700-111              | Solo per denaro                         | Il denaro è tutto                             | Money Is Everything                 | 17 novembre 1986  |
| 26 (91)     | 700-112              | Tornedron                               | La chiamata dei primitivi                     | Call of the Primitives              | 18 novembre 1986  |
| 27 (92)     | 700-114              | Il fardello del comando                 | Il peso più difficile da portare              | The Burden Hardest to Bear          | 19 novembre 1986  |
| 28 (93)     | 700-113              | La danzatrice celeste                   | Il volto di Nijika                            | The Face of the Nijika              | 20 novembre 1986  |
| 29 (94)     | 700-115              | Il ritorno di Commander (prima parte)   | Il ritorno di Optimus Prime (prima parte)     | The Return of Optimus Prime: Part 1 | 24 febbraio 1987  |
| 30 (95)     | 700-116              | Il ritorno di Commander (seconda parte) | Il ritorno di Optimus Prime (seconda parte)   | The Return of Optimus Prime: Part 2 | 25 febbraio 1987  |